# BCD Group
BCD Group N.V. er et nederlandsk holdingselskab for rejsebureauet BCD Travel (inklusive BCD Meetings & Events og Advito) og Park 'N Fly (off-airport parking). BCD Group har over 10.000 ansatte i over 100 lande og omsætter for ca. 30 mia. USD (2019).
Selskabet blev etableret i 1975 af John Fentener van Vlissingen som et ejendomsselskab.